# 虾兵蟹将
虾兵蟹将，为古代传说中海龙王手下的兵将。明·冯梦龙《警世通言》卷四十：“乃率领鼋帅虾兵蟹将，统帅党类，一齐奔出潮头。”在西游记与封神榜有登场。
在《说岳全传》里，铁背虬王刚变成白衣秀士时，聚集了些虾兵蟹将，在山崖前排阵玩耍，恰遇大鹏飞到。大鹏双神眼认得是个妖。
1. ↑  钱彩. . 中国戏剧出版社. 2000年.